# Kommandantendienst
Der Kommandantendienst (KD), oder später auch Militärstreife war eine besondere Dienstaufgabe der Nationalen Volksarmee der DDR.
Diese Einheiten existierten nicht als selbstständige Einheiten oder als Spezialeinheiten innerhalb von bestimmten Truppen. Der Kommandantendienst wurde ähnlich wie Wacheinheiten aus einem Offizier und Mannschaftsdienstgraden gebildet. Die Aufgaben der Einheiten umfasste im Wesentlichen Aufgaben, wie sie heute durch Feldjäger der Bundeswehr wahrgenommen werden (Militärpolizei), so unter anderem die Marschbegleitung von militärischen Kolonnen, der militärische Ordnungsdienst und auch Wachaufgaben im militärischen Strafvollzug.
Der Kommandantendienst wurde in der Regel für 24 Stunden und in Ausnahmefällen für 48 Stunden (Wochenenden) eingeteilt. Die besondere Stellung (Rechte und Pflichten) als Militärpolizist wurde für Angehörige des Kommandantendienst durch das Tragen von weiß gefärbtem Koppelzeug (Koppel, Pistolentasche, Schulterriemen) angezeigt. Diese besondere Form der Aufstellung der Militärpolizei aus Angehörigen allgemeiner Einheiten war die Konsequenz aus den negativen Erfahrungen mit der Feldgendarmerie der deutschen Wehrmacht im Zweiten Weltkrieg.